# Bernard Droog
Bernard Justus Droog (* 5. Januar 1921 in Köln-Dellbrück; † 22. Dezember 2009 in Ede) war ein niederländischer Schauspieler.

## Leben
Droog wurde in Köln geboren, wo seine Eltern als Operettendarsteller tätig waren. Nach der Schulausbildung machte er eine Ausbildung zum Laborant, ehe er selbst 1945 seine Karriere als Theaterschauspieler in der Den Haager Theatergruppe von Pierre Balledux begann. 1953 wechselte er als Darsteller an die Haagse Comedie, wo er in der Theaterfarce Klijntje Cornelis von Constantijn Huygens sein Debüt gab. Später erhielt er Engagements bei der Toneelgroep, dem Nieuw Rotterdams Toneel, dem Zuid Nederlands Toneel sowie dem Haarlems Toneel.
1955 begann Droog darüber hinaus eine Karriere als Filmschauspieler mit der Rolle als Lehrer in dem Film Ciske de Rat unter der Regie von Wolfgang Staudte. Danach folgten weitere Rollen in Filmen von Georg Jacoby (Kleren maken de man, 1957), Bert Haanstra (…und die Musik bläst dazu, 1958) sowie von Paul Verhoeven (Wat Zien Ik!?, 1971) sowie in der Fernsehserie Erik of het klein insectenboek von Hank Onrust (1979) nach dem gleichnamigen Buch von Godfried Bomans.
Weitere Rollen hatte er 1958 als Cis van Dove in dem für den Oscar nominierten Film Dorp aan de Rivier von Fons Rademakers nach dem Roman von Antoon Coolen, 1960 in dem Film von Bert Haanstra De Zaak M.P. sowie in De Overal (1962) über das Leben im Gefängnis von Leeuwarden während des Zweiten Weltkrieges. 1978 spielte er den Drogisten Poerstamper im Film Pastorale 1943 von Wim Verstappen sowie 1979 erneut unter Haanstra in Een pak slaag nach dem gleichnamigen Buch von Anton Koolhaas.
Neben seiner aktiven Laufbahn als Theater- und Filmschauspieler war er von 1959 bis 1987 Dozent an der Arnheimer Schauspielschule (Arnhemse Toneelschool).
Für seine Verdienste wurde er 1970 zum Ritter des Ordens von Oranien-Nassau geschlagen und erhielt 1975 den Silberpfennig (Zilvere Penning) der Gemeinde Arnheim. Darüber hinaus wurde ihm der Goldene Ehrenpfennig (Goude Erepenning) der Provinz Gelderland verliehen.

## Filmografie (Auswahl)
- 1958: …und die Musik bläst dazu (Fanfare)
- 1958: Das Dorf am Fluß (Dorp aan de rivier)
- 1962: Der Überfall (De overal)
- 1962: Kirmes im Regen (Kermis in de Regen)
- 1971: Was sehe ich…! Was sehe ich…! (Wat zien ik)
- 1978: Pastorale 1943
- 1978: MS Franziska (Fernsehserie, 1 Folge)
- 1987: Rattle Rat
- 1990: Moffengriet – Liebe tut, was sie will